# Liste der Monuments historiques in Suresnes
Die Liste der Monuments historiques in Suresnes führt die Monuments historiques in der französischen Gemeinde Suresnes auf.

## Liste der Bauwerke
| Bezeichnung         | Beschreibung | Standort | Kennzeichnung | Schutzstatus   | Datum     | Bild           |
| ------------------- | ------------ | --- | ------------- | -------------- | --------- | -------------- |
| École de plein air  |              | 58–60, avenue des Landes 96, rue de la Procession 70, rue du Pas-Saint-Maurice 15, chemin de la Motte (Lage) | PA00088156    | Classé         | 2002      | weitere Bilder |
| Lycée Paul-Langevin |              | 2, rue Maurice-Payret-Dortail (Lage)                                                                         | PA00125469    | Inscrit Classé | 1993 1996 | weitere Bilder |
| Mont Valérien       |              | Boulevard Washington (Lage)                                                                                  | PA00088157    | Classé Inscrit | 1922 1976 | weitere Bilder |

## Liste der Objekte
- Monuments historiques (Objekte) in Suresnes in der Base Palissy des französischen Kultusministeriums